# Haliclystus antarcticus
Haliclystus antarcticus is een neteldier uit de klasse Staurozoa en behoort tot de familie Haliclystidae. Haliclystus antarcticus werd in 1889 voor het eerst wetenschappelijk beschreven door Pfeffer. Deze gesteelde kwal leeft die op rotsachtige kustlijnen op het zuidelijk halfrond.

## Beschrijving
De originele type-exemplaren van deze soort zijn verloren gegaan, echter in 2009 werd deze soort opnieuw beschreven. Individuen variëren in kleur van roodoranje met lichtrode geslachtsklieren (individuen gevonden op King George-eiland, Antarctica) tot rood en/of groen (individuen gevonden in de Chileense provincie Valdivia). Haliclystus antarcticus heeft een steel die de helft tot twee derde van de lengte van de kelk is. De binnenkant van de steel is verdeeld in vier kamers. De kelk zelf is ongeveer 3,5-16,2 mm lang en 4,1-23,4 mm breed. Het is kegelvormig en halfdoorschijnend met een glad buitenoppervlak. Het dier heeft acht armen die in paren zijn gerangschikt en die uitstralen vanuit een centrale vierzijdige mond. De armen zijn 0,3-6,0 mm lang. Elke arm wordt getipt door clusters van maximaal ongeveer 200 tentakels die hol zijn en getipt met een afgerond uiteinde bedekt met netelcellen. De armen zijn verbonden door een dun membraan. Primaire tentakels, bekend als ankers, bevinden zich op de membraanrand tussen de armen. De vorm hiervan varieert met de leeftijd. Bij zeer jonge individuen (net na metamorfose tot medusae) ze zijn rond, bij juvenielen zijn ze driehoekig, bij oudere organismen hebben ze de vorm van het cijfer '8' en hebben een langsgroef en een gerimpeld oppervlak.

## verspreiding
H. antarcticus is een van de slechts twee soorten Haliclystus die op het zuidelijk halfrond voorkomen. Het werd voor het eerst geïdentificeerd levend in de wateren van het eiland Zuid-Georgia in de zuidelijke Atlantische Oceaan. Zijn aanwezigheid is sindsdien gemeld op verschillende locaties bij Antarctica met waarschijnlijke waarnemingen in Chili en Argentinië.